# Edesheim
Edesheim é um município da Alemanha localizado no distrito de Südliche Weinstraße, no estado da Renânia-Palatinado. É membro da associação municipal de Verbandsgemeinde Edenkoben.

## Galeria de imagens

Edesheim
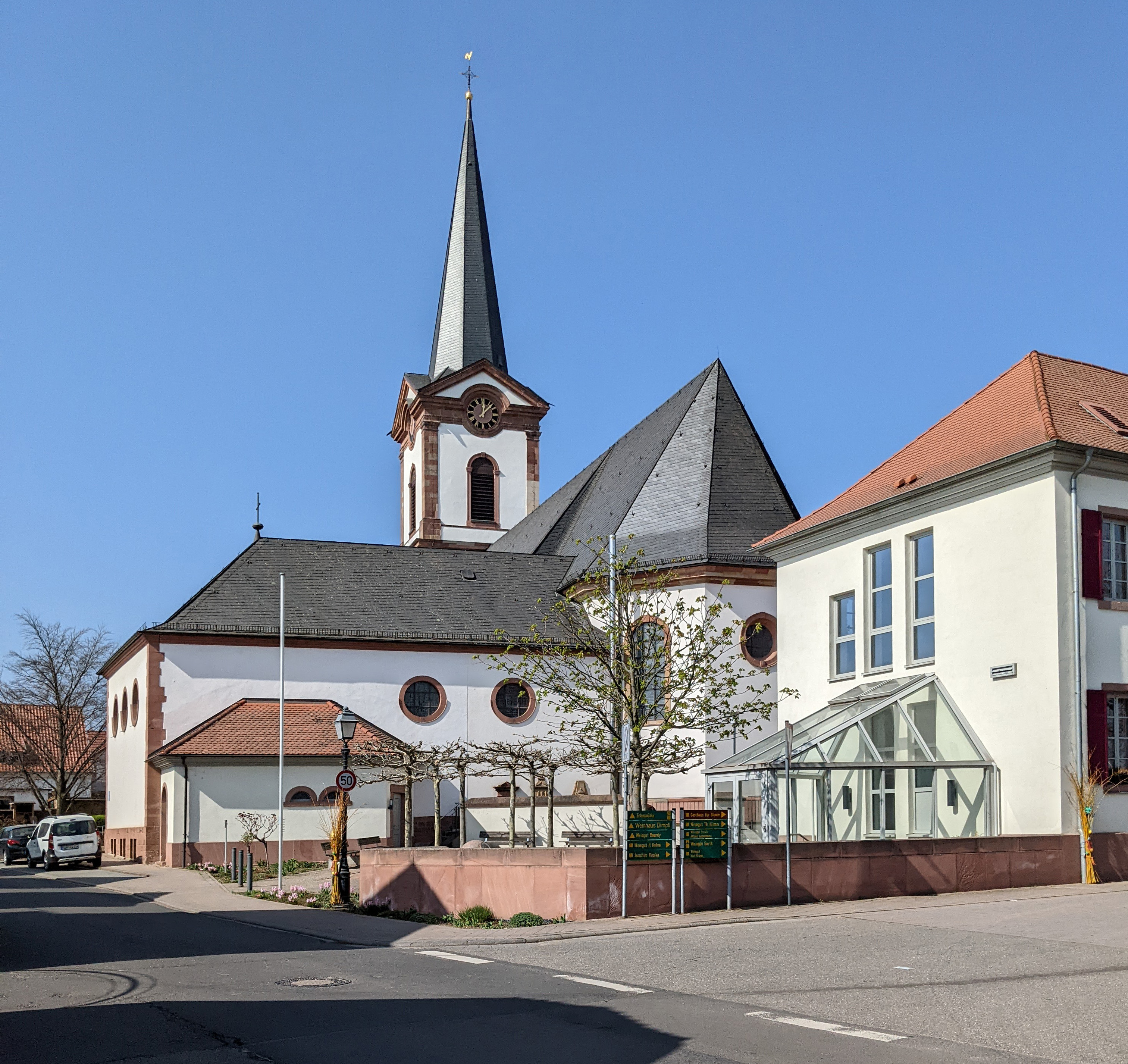
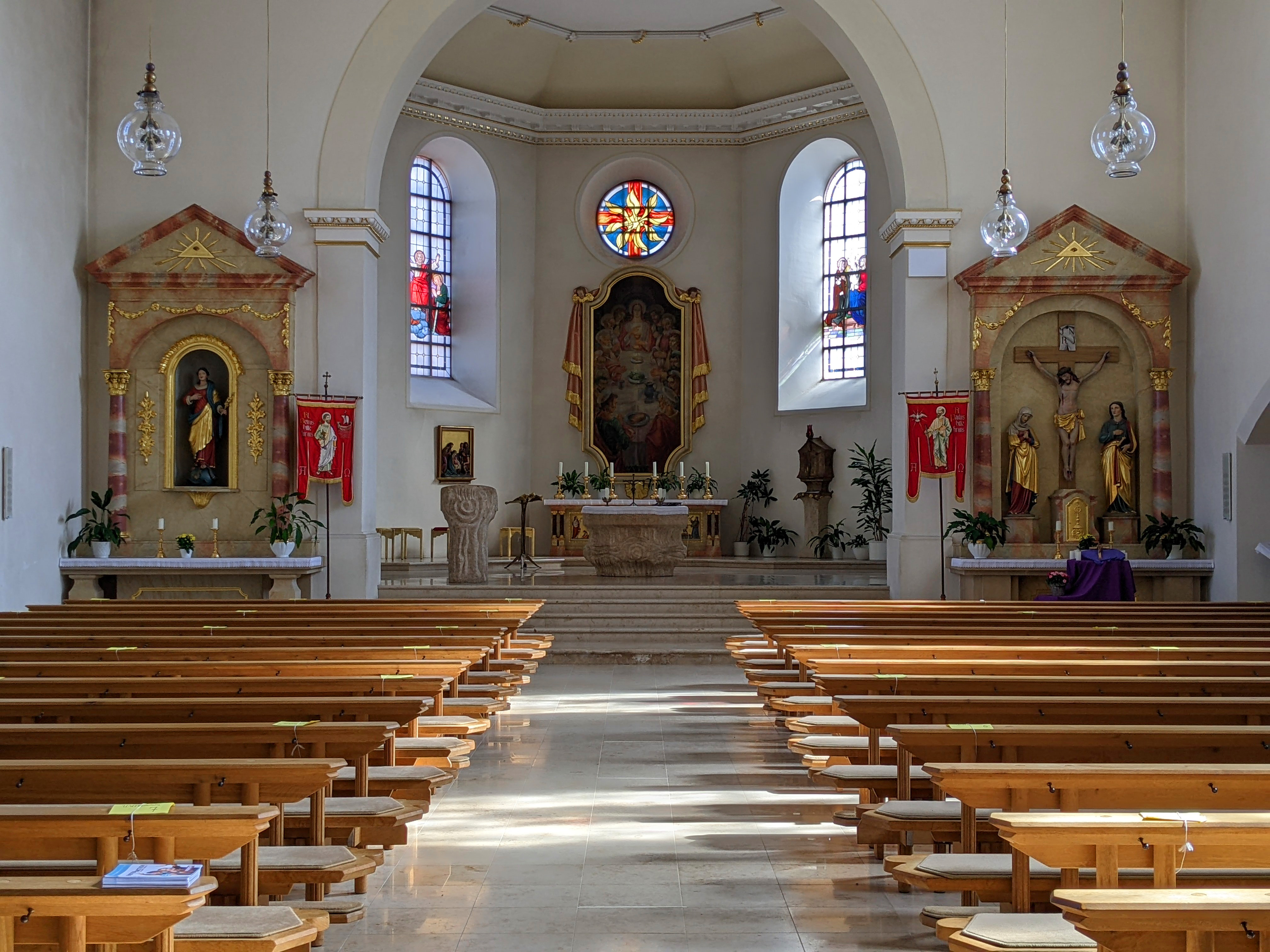
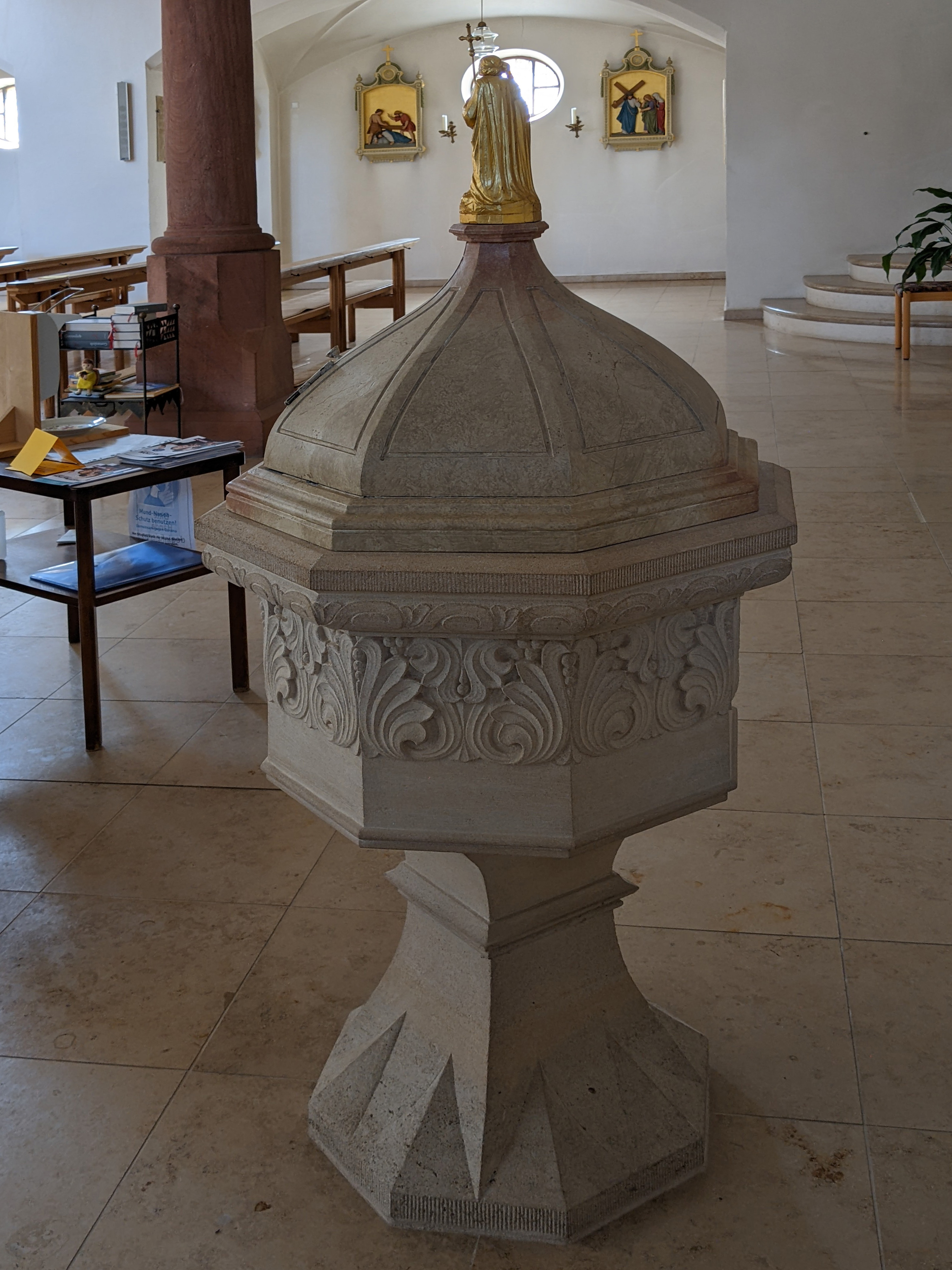
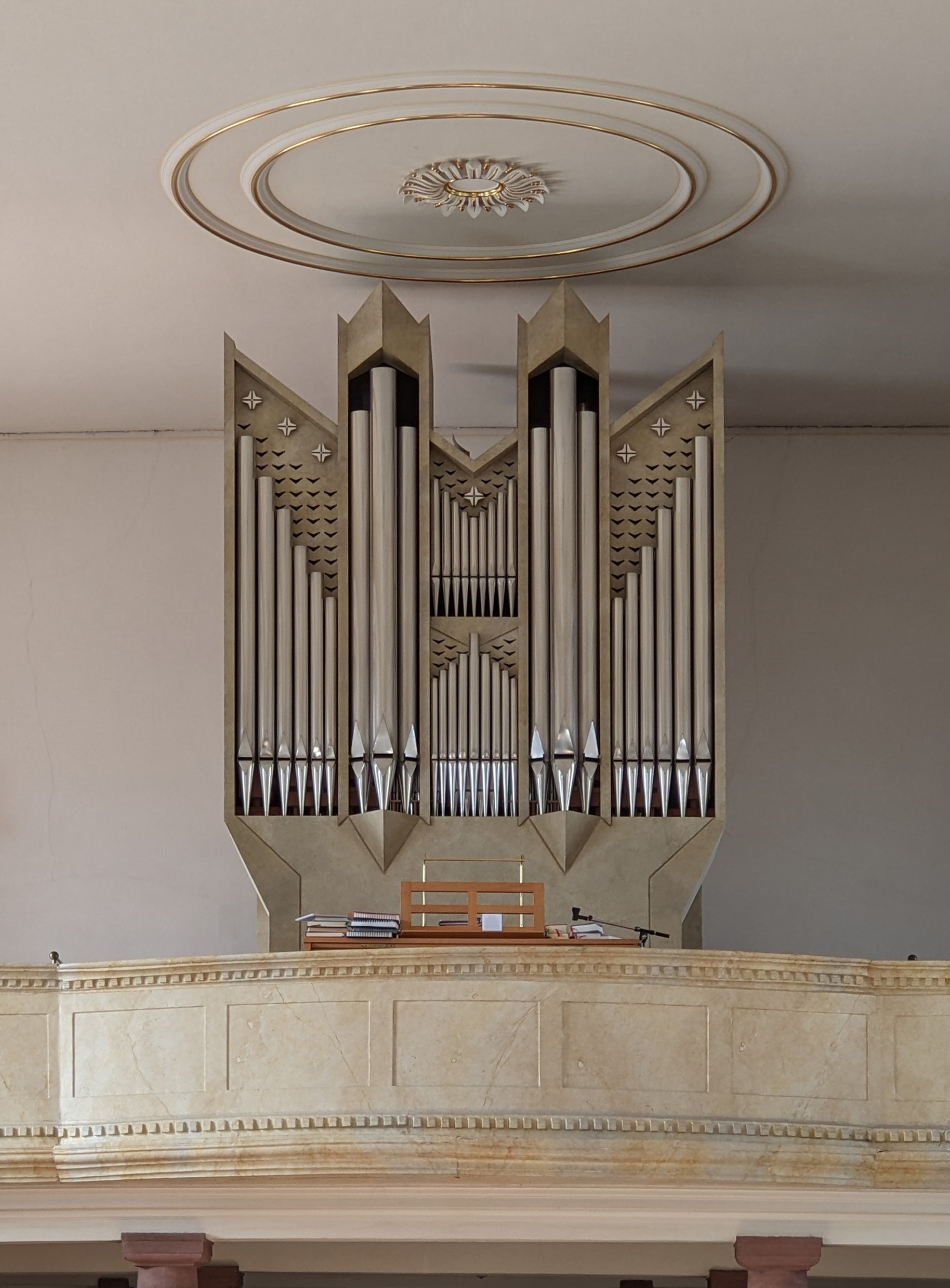
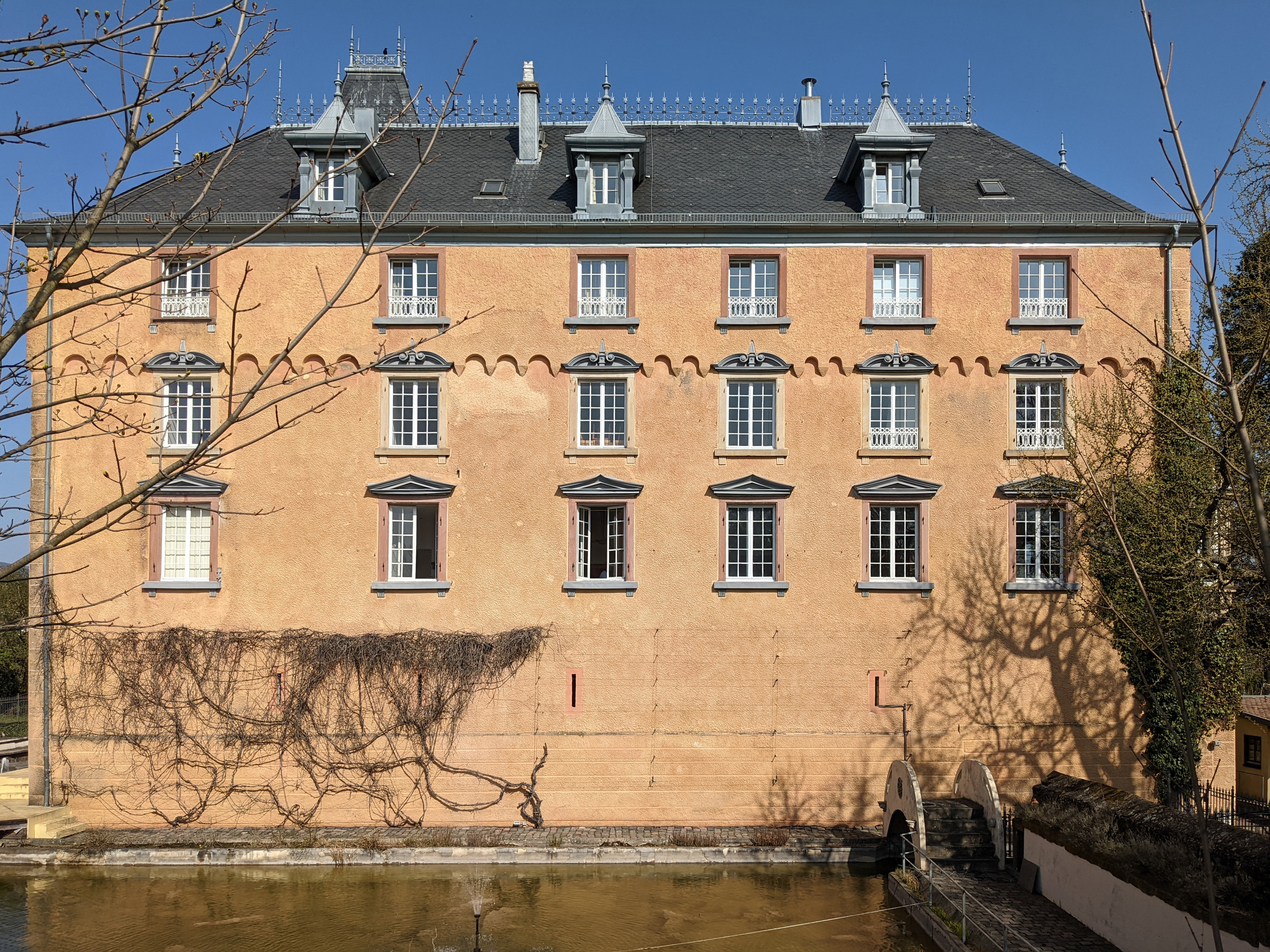
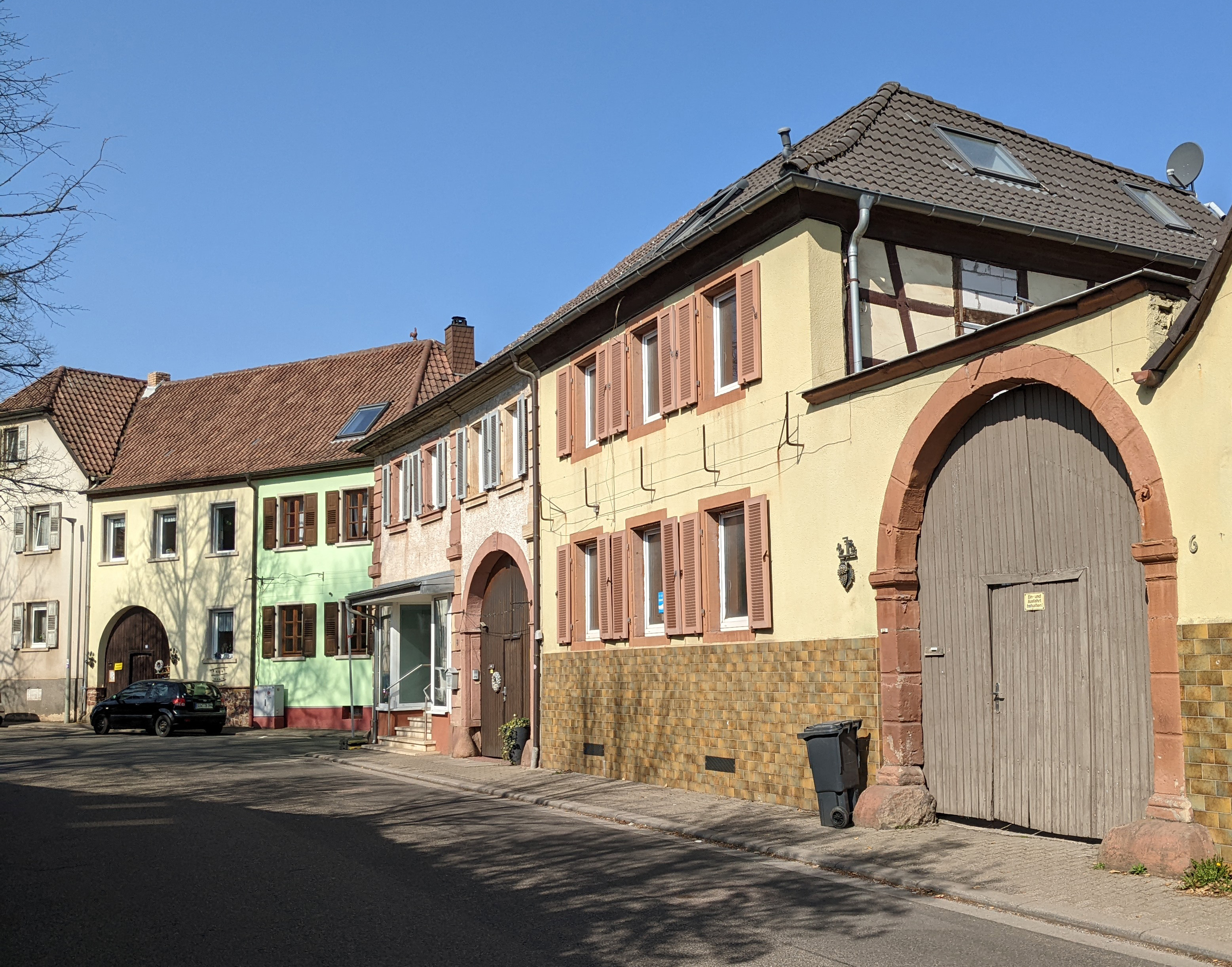
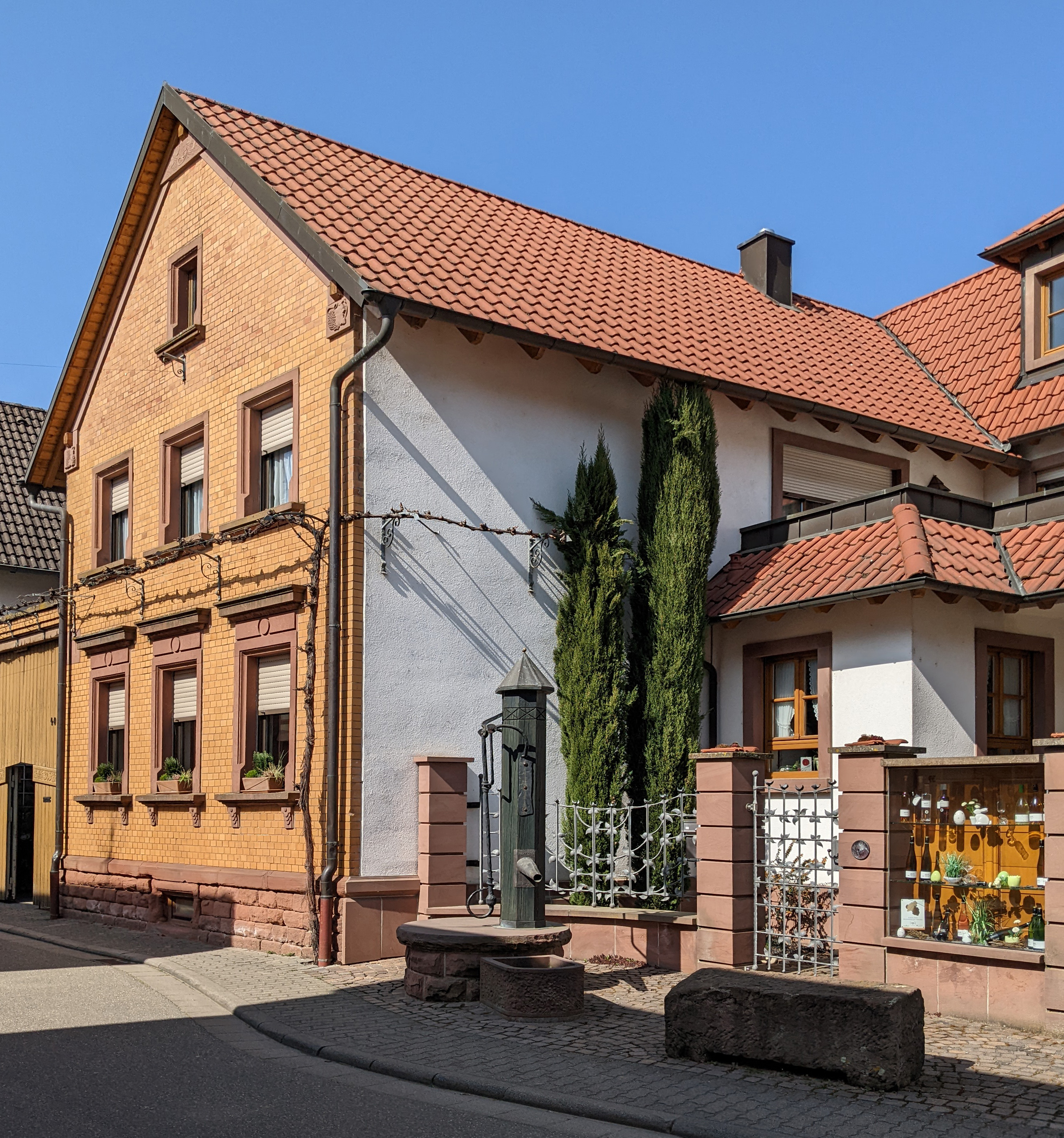
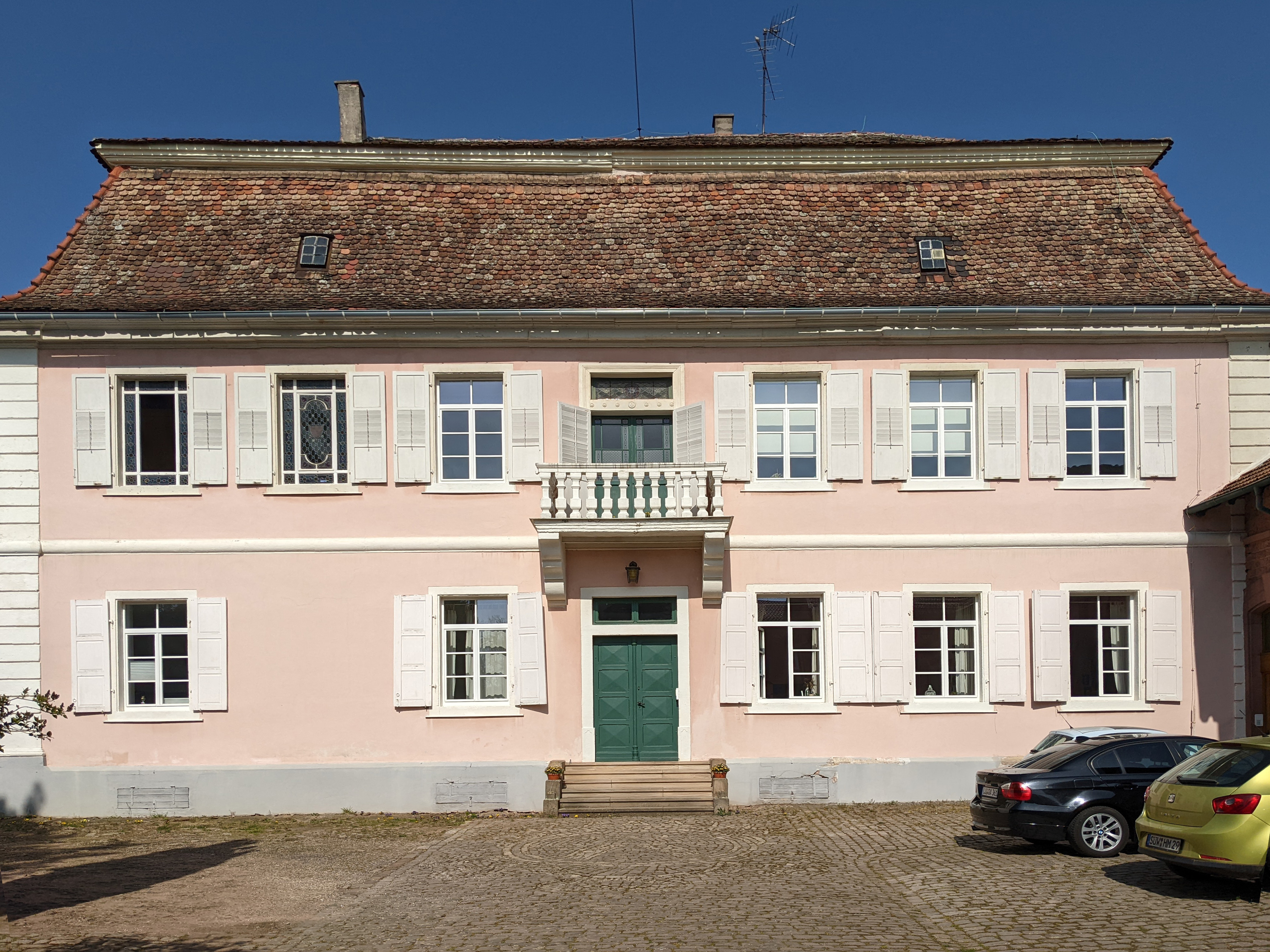
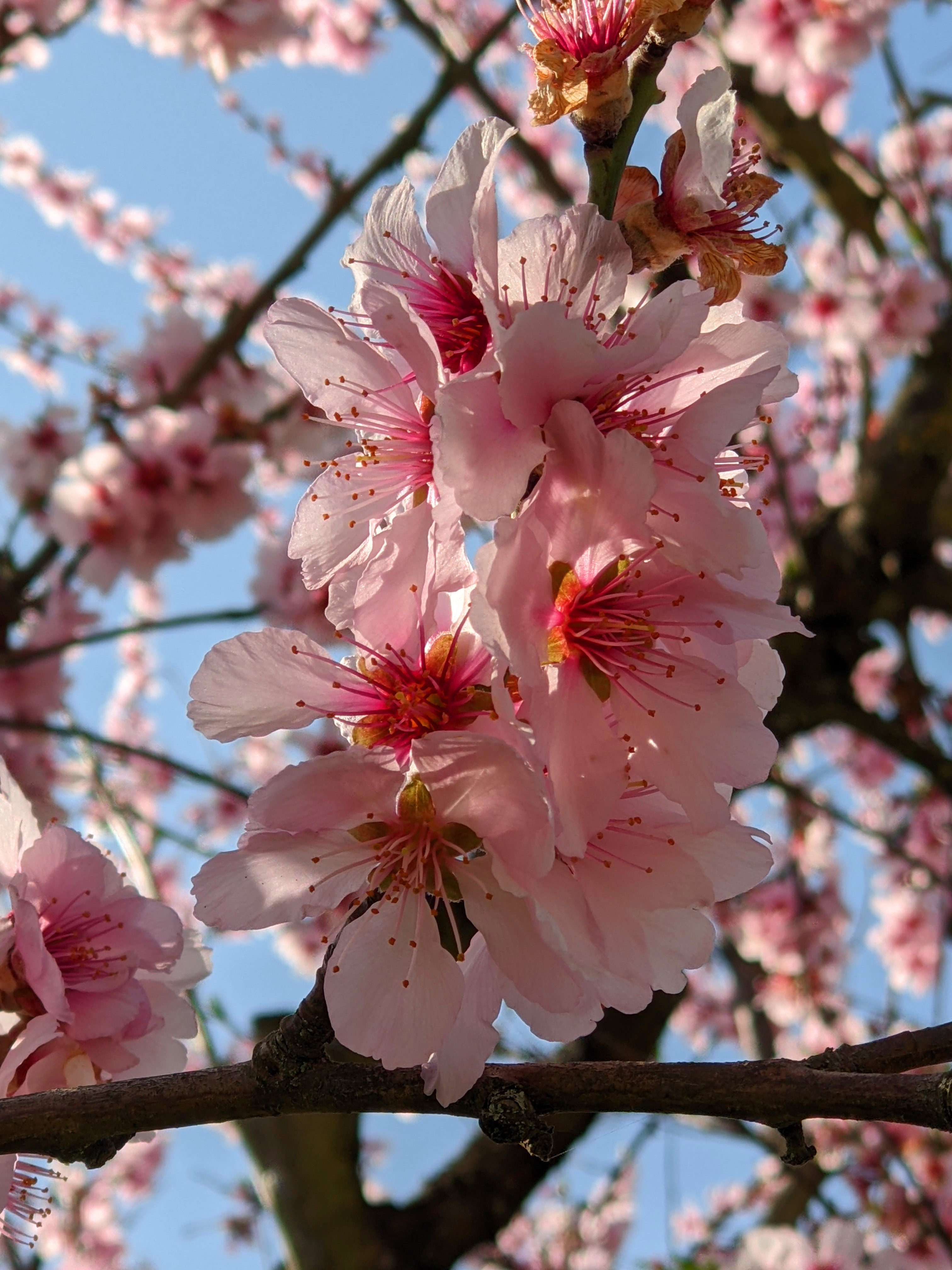